# Katrin Filzen
Katrin Filzen (* 5. Februar 1976 in Lissabon, Portugal) ist eine deutsche Schauspielerin.

## Leben
Filzen studierte Theaterwissenschaften und Amerikanistik. Erste Theatererfahrungen machte sie bereits in ihrer Schulzeit. Ab 1997 spielte sie die Hauptrolle der sensiblen, übergewichtigen Meike Port in der ARD-Fernsehserie Marienhof. Ende 2000 stieg sie aus der Serie aus; kehrte später aber nochmals für kurze Gastauftritte zurück. Sie absolvierte von 2000 bis 2002 eine private Schauspielausbildung beim Schauspiel München. Schauspielunterricht hatte sie an der Webber Douglas Academy of Dramatic Art in London.
2003 spielte sie an der Seite von Matthias Koeberlin in der ProSieben-Komödie Schwer verknallt die Rolle der Bahnhofsansagerin Alma, die eine wunderbare Stimme hat, aber auch einige Kilogramm zu viel auf die Waage bringt. Es folgten weitere Fernsehauftritte. Filzen übernahm hierbei mehrere durchgehende Serienrollen, wiederkehrende Episodenrollen und auch Gastrollen, unter anderem in den Serien SOKO 5113, Um Himmels Willen und Familie Sonnenfeld.
2007 hatte sie in der ARD-Serie In aller Freundschaft eine Episodenhauptrolle als übergewichtige Patientin, die sich ein Magenband einsetzen lassen will. 2008 spielte sie die Magd Berta in der Märchenverfilmung König Drosselbart. 2009 folgte eine weitere Märchenrolle, als Zofe Tusnelda in Die Gänsemagd.
Ab 2007 spielte Filzen auch wieder Theater, unter anderem an den Hamburger Kammerspielen. An der Seite von Bjarne Mädel übernahm sie die Rolle der Helen in der Tragikomödie Fettes Schwein von Neil LaBute. In einer Tourneeproduktion des Euro-Studio Landgraf übernahm sie 2009/2010 wiederum die Helen, diesmal an der Seite von Martin Lindow. Ihre Rolle füllte sie mit „wunderbarer Selbstverständlichkeit“ aus. Sie gestaltete die Helen „mutig und beängstigend authentisch“.
In dem russischen Kinofilm Faust von Alexander Nikolajewitsch Sokurow ist sie als Gretchens Magd zu sehen. Der Film wurde 2011 mit dem Goldenen Löwen der 68. Internationalen Filmfestspiele von Venedig ausgezeichnet.

## Filmografie (Auswahl)

### Film und Fernsehen
- 1995–2004: Marienhof (Fernsehserie, 168 Folgen)
- 2001: Paps, Versprechen hält man!
- 2002–2015: Um Himmels Willen (Fernsehserie, verschiedene Rollen, 5 Folgen)
- 2003: Schwer verknallt
- 2004–2011: SOKO 5113 (Fernsehserie, verschiedene Rollen, 4 Folgen)
- 2004: Typisch Sophie (Fernsehserie)
- 2005: Endspiel (Kurzfilm)
- 2005: Im Alphabet der Liebe
- 2006: Ludenmann macht fertig (Kurzfilm)
- 2006: Mein Leben & Ich (Fernsehserie, Folge Dick im Geschäft)
- 2006: Familie Sonnenfeld (Fernsehserie, Folge Geheimnisse)
- 2006: Lotta in Love (Fernsehserie, 68 Folgen)
- 2007: Marilyn Reloaded
- 2007: Nur ein kleines bisschen schwanger
- 2007: Kinder, Kinder (Fernsehserie, 2 Folgen)
- 2007: Ein Fall für zwei (Fernsehserie, Folge Mord im Zoo)
- 2007: In aller Freundschaft (Fernsehserie, Folge Liebe, Frust und Leid)
- 2008: Ein riskantes Spiel
- 2008: König Drosselbart
- 2008: Dr. Molly & Karl (Fernsehserie, Folge Erinnerungen)
- 2009: Männersache
- 2009: Die Gänsemagd
- 2011: Faust
- 2012: Tatort: Kinderland (Fernsehreihe)
- 2014: Das Glück der Anderen
- 2014: Heiter bis tödlich: Monaco 110 (Fernsehserie, Folge Zuhause)
- 2015: SOKO Stuttgart (Fernsehserie, Folge Stramme Jungs)
- 2015: Wer Wind sät – Ein Taunuskrimi (Fernsehreihe)
- 2015: Unter Verdacht (Fernsehreihe, Folge Ein Richter)
- 2016: Das Programm
- 2018: Bier Royal
- 2018: Der Pass (Fernsehserie)
- 2018: Toni, männlich, Hebamme – Allein unter Frauen (Fernsehreihe)
- 2019, 2021: Der Bergdoktor (Fernsehserie, Folgen Schmerz, Atemlos)
- 2019: Hartwig Seeler – Gefährliche Erinnerung
- 2019: Summer Hit (Kurzfilm)
- 2019: Flucht durchs Höllental
- 2019: Irgendwas bleibt immer
- 2019: Notruf Hafenkante (Fernsehserie, Folge Reichsbürger)
- 2020: Laim: Laim und der letzte Schuldige (Krimireihe)
- 2021: 3 ½ Stunden (Fernsehfilm)
- 2022: Gör (Kurzfilm)
- 2022: Herzogpark (Fernsehserie)
- 2022: Strafe – Ferdinand von Schirach, Folge Das Seehaus
- 2022: Wer gräbt den Bestatter ein?
- 2023: SOKO Hamburg (Fernsehserie, Folge Der Müll der Anderen)
- 2023: Tatort: Game Over (Fernsehreihe)
- 2023: Die Chefin (Fernsehserie, Folge Weg des Geldes)
- 2023: SOKO Köln (Fernsehserie, Folge Nur der Moment)
- 2024: Ungeschminkt (Fernsehfilm)
- 2025: In aller Freundschaft (Fernsehserie, Folge Ausgeschlossen)

### Synchronrollen
- 1995: Slayers Perfect
- 1996: Slayers Return als Salina
- 2001: Noir (Fernsehserie) als Kirika Yūmura

## Theater (Auswahl)
- 2007–2014: Fettes Schwein; Hamburger Kammerspiele
- 2012: Diskretion Ehrensache; Komödie Düsseldorf